# NGC 1761
NGC 1761 (również ESO 85-SC18) – gromada otwarta, znajdująca się w gwiazdozbiorze Złotej Ryby. Została odkryta 11 grudnia 1835 roku przez Johna Herschela. Gromada ta znajduje się wewnątrz obszaru gwałtownej produkcji gwiazd LMC-N11A należącego do Wielkiego Obłoku Magellana. Gromada ta zawiera masywne, gorące jasne gwiazdy wypromieniowujące w przestrzeń olbrzymie ilości promieniowania ultrafioletowego.